# 济南书院
济南书院，位于清朝山东省济南府的一座书院，创立于嘉庆十年（1805年），1914年并入山东省立第一中学，是今山东省济南第一中学的前身之一。

## 历史
清朝乾隆五十九年（公元1794年），时任山东布政使江兰在今济南市西公界街西侧寿佛楼后街建立一座园林，俗称“江园”，园北面的主建筑为一座3楹2层的佛堂，称寿佛楼。嘉庆九年（1804年），山东巡抚铁保决定将江园改为济南书院，并命济南知府张鹏升负责经办此事。嘉庆十年（1805年），济南书院建成，该书院东临布政使司、西至寿佛楼、北达顺贡街、南到罗家胡同。
光绪二十七年（1901年），与位于后公界街的景贤书院一起改为中学堂，称济南学堂。1903年农历七月，山东省济南府公办的济南书院改设为济南府官立中学堂，有学生60名。1913年，山东的行政区划发生变化，取消府制，实行省、道、县三级制。各府所办学校均归省立，各私立中学亦改为省立，各中学不再用地名为校名，而以顺序数字冠以校名，省立中学共有16所。其中，济南府官立中学堂改为山东省立第二中学。1914年，原有省立中学16处并为10所，省立第一、二、三中学合并为山东省立第一中学。

## 遗迹
西公界街2号院内有一眼雪泉，西公界街3号是一处闲置院落，院内有一处放生池。